# Ginés García
Ginés García Perán (ur. 28 lutego 1941 w Esparragal) – hiszpański kolarz szosowy, srebrny medalista mistrzostw świata.

## Kariera
Największy sukces w karierze Ginés García osiągnął w 1964 roku, kiedy wspólnie z José Goyeneche, Luisem Pedro Santamariną i Ramónem Sáezem zdobył srebrny medal w drużynowej jeździe na czas na mistrzostwach świata w Sallanches. Był to jednak jedyny medal wywalczony przez niego na międzynarodowej imprezie tej rangi. Na rozgrywanych rok później mistrzostwach świata w San Sebastián zajął 33. miejsce w wyścigu ze startu wspólnego zawodowców. Ponadto w 1962 roku wygrał Clásica a los Puertos de Guadarrama i zajął trzecie miejsce w Volta Ciclista a Catalunya, w 1964 roku był trzeci w Tour de l’Avenir, a 1967 roku zwyciężył w Vuelta a los Valles Mineros oraz zajął drugie miejsce w Gran Premio Navarra. Trzykrotnie startował w Tour de France, najlepszy wynik osiągając w 1966 roku, kiedy był osiemnasty w klasyfikacji generalnej. W tym samym roku zajął też 24. miejsce w Vuelta a España, a rok później uplasował się na 45. pozycji w Giro d’Italia. Nigdy nie wystąpił na igrzyskach olimpijskich. Jako zawodowiec startował w latach 1963-1968.